# Heart of Glass
Heart of Glass ist ein Lied der US-amerikanischen Band Blondie. Es erschien im September 1978 auf dem Album Parallel Lines und wurde daraus im Januar 1979 als dritte Single ausgekoppelt. Diese avancierte zum weltweiten Nummer-eins-Erfolg und Millionenseller.

## Entstehung und Veröffentlichung
Geschrieben wurde das Lied gemeinsam von den beiden Blondie-Mitgliedern Debbie Harry und Chris Stein. Für die Produktion zeichnete der australische Musikproduzent Mike Chapman verantwortlich.
Die Erstveröffentlichung von Heart of Glass erfolgte als Teil von Parallel Lines am 23. September 1978 bei Chrysalis Records (Katalognummer: CDL 1192), dem dritten Studioalbum von Blondie. Am 3. Januar 1979 erschien es als vierte Singleauskopplung aus dem Album. Diese erschien als 7″-Single in verschiedenen Ausführungen. So erschien unter anderem eine Ausführung mit der B-Seite 11:59 (Katalognummer: CHS 2295) und eine mit der B-Seite Rifle Range (Katalognummer: CHS 2275). Darüber hinaus erschienen auch Single mit den B-Seiten Hanging on the Telephone oder auch Sunday Girl. Neben den 7″-Singleausführungen erschienen auch einige 12″-Maxi-Singles.
Im Juli 1995 erschien auf dem Album Beautiful: The Remix Album ein Remix von Diddy und K-Klass, der es auf Platz sieben der US-Dance-Charts schaffte.

## Inhalt und Stil
Heart of Glass basiert auf einem 1974/75 von Debbie Harry und Chris Stein geschriebenen Vorgängersong, Once I Had a Love, der wesentlich langsamer war und im Blues-/Reggae-Gewand produziert wurde, aber auch starke Disco-Einflüsse hatte. Die Band nannte ihn daher „den Disco-Song“. 1978 wurde er zunächst als Rockversion aufgenommen. Die heute bekannte Discoversion wurde dann auf Vorschlag des Produzenten Chapman im Juni 1978 im Record Plant in New York aufgenommen. Die Aufnahmen fanden statt, nachdem die Band mit einem Roland-Drumcomputer experimentiert hatte, einem Roland CR-78. Debbie Harry selbst sagte in einem Interview mit dem NME 1978, dass sie stark von der Musik von Giorgio Moroder beeinflusst worden war: „It’s commercial, but it’s good, it says something... that’s the kind of stuff that I want to do.“

## Rezeption
Die Single erschien im Januar 1979 bei Chrysalis Records, auch eine 5:50 Minuten lange 12"-Maxi wurde veröffentlicht. Diese Maxi-Version erschien zumindest in Deutschland als 7"- Single. Im Verlauf des Jahres 1979 entwickelte sich der Song zum weltweiten Hit, der in den deutschsprachigen Ländern wie auch in Großbritannien und den USA die Spitzenposition der Charts erreichte. Am 30. April 1979 trat Blondie bei disco im ZDF auf, aber auch etliche andere Fernsehauftritte folgten. Auch ein Musikvideo wurde gedreht, das bei YouTube mittlerweile über 300 Millionen Mal abgerufen wurde (Stand: Juni 2022).
2010 wurde er auf Platz 259 der Rolling Stone 500 genannt. In der Liste Songs of the Century der RIAA belegt Heart of Glass Platz 217.

## Kommerzieller Erfolg

### Chartplatzierungen
| ChartsChartplatzierungen       | Höchstplatzierung | Wochen/ Monate |
| ------------------------------ | ----------------- | -------------- |
| Deutschland (GfK)              | 1 (28 Wo.)        | 28 Wo.         |
| Österreich (Ö3)                | 1 (5 Mt.)         | 5 Mt.          |
| Schweiz (IFPI)                 | 1 (14 Wo.)        | 14 Wo.         |
| Vereinigte Staaten (Billboard) | 1 (21 Wo.)        | 21 Wo.         |
| Vereinigtes Königreich (OCC)   | 1 (15 Wo.)        | 15 Wo.         |

| ChartsJahrescharts (1979)      | Platzierung |
| ------------------------------ | ----------- |
| Deutschland (GfK)              | 4           |
| Österreich (Ö3)                | 11          |
| Schweiz (IFPI)                 | 11          |
| Vereinigte Staaten (Billboard) | 18          |

### Auszeichnungen für Musikverkäufe
Heart of Glass erreichte unter anderem Goldstatus in Deutschland und den Vereinigten Staaten sowie Doppelplatinstatus in Großbritannien. Weltweit erhielt die Single sechs Goldene und fünf Platin-Schallplatten und verkaufte sich laut Schallplattenauszeichnungen über 3,8 Millionen Mal.
| Land/Region                  | Auszeichnungen für Musikverkäufe (Land/Region, Auszeichnung, Verkäufe) | Verkäufe  |
| ---------------------------- | ---------------------------------------------------------------------- | --------- |
| Dänemark (IFPI)              | Gold                                                                   | 45.000    |
| Deutschland (BVMI)           | Gold                                                                   | 250.000   |
| Frankreich (SNEP)            | Gold                                                                   | 500.000   |
| Italien (FIMI)               | Gold                                                                   | 50.000    |
| Kanada (MC)                  | 2× Platin                                                              | 300.000   |
| Neuseeland (RMNZ)            | 2× Platin                                                              | 60.000    |
| Spanien (Promusicae)         | Gold                                                                   | 30.000    |
| Vereinigte Staaten (RIAA)    | Gold                                                                   | 1.000.000 |
| Vereinigtes Königreich (BPI) | 2× Platin                                                              | 1.200.000 |
| Insgesamt                    | 6× Gold · 6× Platin ·                                                  | 3.935.000 |

## Coverversionen
Der Song wurde oft gecovert. Bereits 1979 coverte die britische Instrumentalband The Shadows den Song für ihr Album String of Hits. Dieses Album erreichte den ersten Platz der britischen Albumcharts. Im deutschsprachigen Raum wurde besonders die Version von Marianne Rosenberg, Herz aus Glas, bekannt. Sie erreichte in Deutschland Platz 38 und war zehn Wochen in den Charts platziert. Insgesamt dreimal, am 11. Juni und 9. Juli 1979 (jeweils Platz elf) sowie am 6. August 1979 (Platz 14) stellte Rosenberg den Song in der ZDF-Hitparade vor, zu einer Zeit, als diese nach Verkaufszahlen organisiert war. In der Ausgabe davor, am 9. Mai, war er auf Platz 19 genannt, Rosenberg war jedoch nicht in der Sendung. Eine Version von Gisele Bündchen und Bob Sinclar als Gisele & Bob Sinclar erreichte 2014 in Deutschland Platz 73 und in Österreich Platz 63. Nelly Furtado sang den Song innerhalb eines Medleys auf ihrer Loose-Konzert-Tour 2007. Weitere Versionen existieren unter anderem von:
- Nouvelle Vague
- The Puppini Sisters
- Double You
- The Associates
- Superbus
- Skye Sweetnam
- Wendy van Wanten (Ooit het gevoel)
- Věra Špinarová (Kosmická láska)
- Vanessa Neigert (Herz aus Glas)
- Orchester Kai Warner
- Miley Cyrus
- LaFee (Herz aus Glas)
- Erasure
- Die Rockys (Herz aus Glas)